# Trsnatec lupenitý
Trsnatec lupenitý (Grifola frondosa) je chorošovitá houba z čeledi vějířovcovitých, která obyčejně vyrůstá na bázi dubů.

## Popis
Plodnice má tvar velkého trsu, který tvoří mohutný bělavý či světle šedý třeň a mnoho set často srostlých klobouků. Klobouky jsou na okrajích vrásčité, mají průměr zhruba 3–7 cm. Mají šedou, někdy až nahnědlou barvu a na spodní straně klobouku nemají lupeny, jak by mohl napovídat název, nýbrž rourky. Plodnice dosahuje šířky až 60 (100) cm a váhy i několika desítek kilogramů. Výtrusy jsou 5–7 × 3,5–4,5 μm velké a bezbarvé, mají vejčitý tvar. Výtrusný prach je bílý.

## Výskyt
Trsnatec lupenitý nejčastěji roste u spodního okraje dubů, lze jej však nalézt i na dalších listnáčích a na pařezech odumřelých stromů. Roste koncem léta a na podzim a je poměrně vzácný.

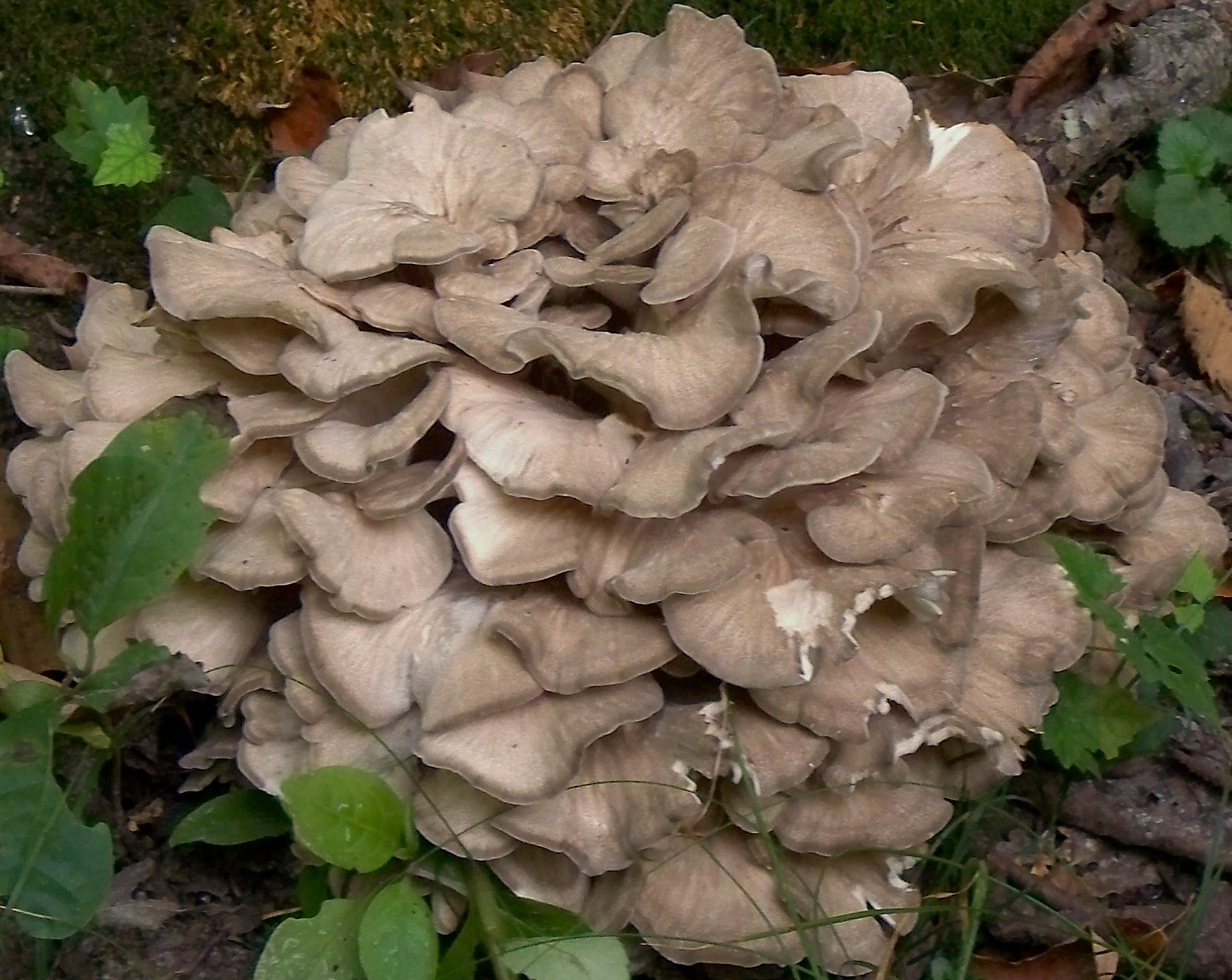
Trsnatec lupenitý (Grifola frondosa)

## Využití
Trsnatec lupenitý je jedlá a chutná houba s všestranným využitím v kuchyni. Pro kuchyňské zpracování jsou vhodné hlavně mladé plodnice, starší jsou totiž tuhé a méně snadno stravitelné. Dobře se hodí na dršťkovou polévku.

## Podobné druhy
- vějířovec obrovský (Meripilus giganteus) se liší především podstatně většími, dlouhými vějířovitými klobouky, v mládí žlutohnědým zbarvením a černáním dužniny a pórů po otlačení.[4]
- choroš oříš (Polyporus umbellatus) vytváří okrouhlé kloboučky a liší se i vůní trochu připomínající fenykl nebo kopr